# Marolles (Calvados)
Marolles é uma comuna francesa na região administrativa da Normandia, no departamento Calvados. Estende-se por uma área de 12,28 km². Em 2010 a comuna tinha 777 habitantes (densidade: 63,3 hab./km²).